# آنتونی کوئین
آنتونیو رودولفو اوکزاکا کوئین (به انگلیسی: Antonio Rodolfo Quinn Oaxaca) (۲۱ آوریل ۱۹۱۵ – ۳ ژوئن ۲۰۰۱) بازیگر، نویسنده و نقاش مکزیکی آمریکایی بود. وی از بازیگران نامدار هالیوود به شمار می‌رفت.

## زندگی
آنتونی کوئین در منطقه فقیرنشین چی‌واوا مکزیک از پدری ایرلندی-مکزیکی و مادری مکزیکی-سرخ‌پوست زاده شد. در یکی از مناطق نزدیک لس آنجلس، کالیفرنیا بزرگ شد و مدرسه را زودتر از وقت موعود ترک کرد. در ۱۰ سالگی پدرش را از دست داد.

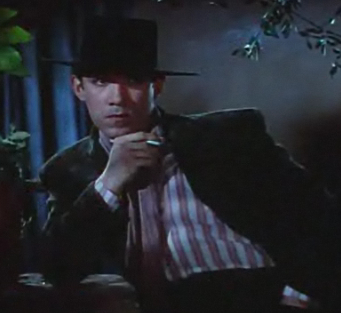
در تریلر خون و شن (۱۹۴۱)

قبل از اینکه هنرپیشه شود، بوکسر و نقاش بود و به کارهای گوناگون از جمله کارگری کشتارگاه پرداخت. علاقه‌اش به تحصیل او را به رشته معماری کشاند. دلش می‌خواست بازیگر شود اما هیچ‌کس حاضر نبود به جوانی که هنوز زبان انگلیسی را با لکنت حرف می‌زد، نقش بدهد. در ۱۹۳۶ به‌طور اتفاقی چند دقیقه نقش یک سرخ‌پوست را بازی کرد و چنان خوب که تحسین گری کوپر اسطوره سینمای وسترن را برانگیخت.
بعداز آن کارگردان‌ها به سراغ او آمدند اما فقط برای ایفای نقش سرخپوست‌ها یا بزهکارها. در سال ۱۹۴۷ در تئاتر «اتوبوسی به نام هوس» نقش استنلی کوالسکی را بازی کرد. پنج سال بعد (۱۹۵۲) به خاطر بازی در نقش برادر امیلیانو ساپاتا در فیلم زنده‌باد زاپاتا! برنده جایزه اسکار بهترین بازیگر نقش مکمل مرد شد. جاده و گوژپشت نتردام بازی‌های درخشان بعدی او بودند. آنتونی کوئین جایزه اسکار دوم خود را در سال ۱۹۵۶ برای هشت دقیقه بازی در نقش پل گوگَن در شور زندگی دریافت کرد. دهه ۶۰ دهه کوئین بود. توپ‌های ناوارون، لورنس عربستان و زوربای یونانی باعث شهرت او در سراسر جهان شد.
در سال ۱۹۷۶ زمانی که ۶۰ سال سن داشت نقش حمزه عموی پیامبر اسلام را در فیلم رسالت بازی کرد و دو سال بعد در نقش عُمَر مختار در عمر مختار: شیر صحرا (۱۹۷۸) ظاهر شد. او با ۶۰ سال تجربه و بازی در ۳۱۲ فیلم، رکورد بازیگری را شکست. در جلد سرخ‌پوستها، مکزیکی‌ها، اسکیموها، یونانی‌ها و حتی چینی‌ها رفت و نماینده جماعتی شد که در حاشیه‌اند و مورد تحقیر اما هرگز تسلیم نمی‌شوند. بسیاری از منتقدان نقش او در فیلم زوربای یونانی (۱۹۶۴) را به یاد ماندنی‌ترین کار او می‌دانند. این نقش، نقش محبوب او نیز بود. او در فیلم کاروان‌ها محصول مشترک ایران و آمریکا به کارگردانی جیمز فارگو با بهروز وثوقی و محمدعلی کشاورز هم بازی بوده‌است.

## جوایز و افتخارات

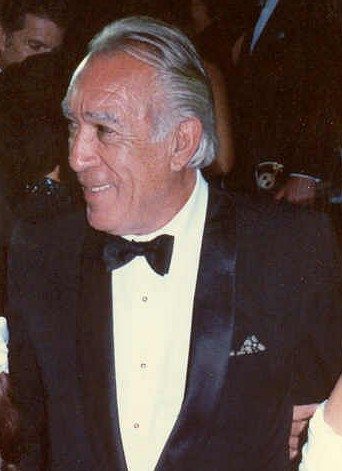

| سال  | فیلم                          | نقش                | جوایز |
| ---- | ----------------------------- | ------------------ | --- |
| ۱۹۵۲ | زنده‌باد زاپاتا!               | اوفه میو زاپاتا    | جایزه اسکار بهترین بازیگر نقش مکمل مرد |
| ۱۹۵۶ | شور زندگی                     | پل گوگن            | جایزه اسکار بهترین بازیگر نقش مکمل مرد نامزد شده — جایزه گلدن گلوب بهترین بازیگر نقش مکمل مرد |
| ۱۹۵۷ | باد وحشی است                  | Gino               | نامزد شده — جایزه اسکار بهترین بازیگر نقش اول مرد |
| ۱۹۶۴ | زوربای یونانی                 | آلکسیس زوربا       | National Board of Review Award for Best Actor نامزد شده — جایزه اسکار بهترین بازیگر نقش اول مرد نامزد شده — جایزه بفتای بهترین بازیگر نقش اول مرد (خارجی) ۱۹ام نامزد شده — جایزه گلدن گلوب بهترین بازیگر مرد فیلم درام |
| ۱۹۶۹ | راز سانتا ویتوریا             | Italio Bombolini   | نامزد شده - جایزه گلدن گلوب بهترین بازیگر مرد فیلم موزیکال یا کمدی |
| ۱۹۸۷ |                               |                    | جایزه گلدن گلوب سیسیل بی دمیل |
| ۱۹۸۸ | اوناسیس، ثروتمندترین مرد جهان |                    | نامزد شده - جایزه امی برای حضور در مجموعه تلویزیونی |
| ۱۹۹۰ | انتقام                        |                    | |
| ۱۹۹۲ | Mobsters                      | جو ماسریا          | نامزد شده - جایزه تمشک طلایی بدترین بازیگر مکمل مرد |
| ۱۹۹۶ | گوتی                          | Aniello Dellacroce | نامزد شده - جایزه گلدن گلوب بهترین بازیگر مکمل مرد – مجموعه تلویزیونی یا فیلم تلویزیونی نامزد شده - Satellite Award for Best Supporting Actor - Series, Miniseries or Television Film                                  |
| ۲۰۰۱ |                               |                    | جایزه شهر هلوا |
| ۲۰۰۳ |                               |                    | جایزه یک عمر فعالیت هنری |

## فیلم‌شناسی
- راه شیری (۱۹۳۶)
- دشمن قسم خورده (۱۹۳۶)
- ازدواج به سبک وایکیکی (۱۹۳۷)
- آخرین قطار از مادرید (۱۹۳۷)
- شریکان جنایت (۱۹۳۷)
- دختر شانگهای (۱۹۳۷)
- بوکانیر (۱۹۳۸)
- اتحادیه اقیانوس آرام (۱۹۳۹)
- جزیره مردان گمشده (۱۹۳۹)
- تیم اضطراری (۱۹۴۰)
- خون و شن (۱۹۴۱)
- راه مراکش (۱۹۴۲)
- قوی سیاه (۱۹۴۲)
- حادثه آکس‌بو (۱۹۴۳)
- بوفالو بیل (۱۹۴۴)
- آسمان چین (۱۹۴۵)
- سندباد دریانورد (۱۹۴۷)
- کالیفرنیا (۱۹۴۷)
- زنده‌باد زاپاتا! (۱۹۵۲)
- غیرت روستایی (۱۹۵۳)
- جاده (۱۹۵۴)
- آتیلا (۱۹۵۴)
- اولیس (۱۹۵۴)
- شور زندگی در نقش پل گوگن (۱۹۵۶)
- گوژپشت نتردام (۱۹۵۶)
- باد وحشی است (۱۹۵۷)
- ثعلب سیاه (۱۹۵۸)
- وارلاک (۱۹۵۹)
- آخرین قطار گان هیل (۱۹۵۹)
- بی‌گناهان وحشی (برف‌های خونین) (۱۹۶۰)
- توپ‌های ناوارون (۱۹۶۱)
- باراباس (۱۹۶۱)
- مرثیه برای یک سنگین‌وزن (۱۹۶۲)
- لورنس عربستان (۱۹۶۲)
- فرمان گمشده (۱۹۶۳)
- اسب کهر را بنگر (۱۹۶۴)
- ملاقات (۱۹۶۴)
- زوربای یونانی (۱۹۶۴)
- باد سخت در جامائیکا (۱۹۶۵)
- فرمان گم‌شده (۱۹۶۶)
- اتفاق (۱۹۶۷)
- ساعت بیست و پنج (۱۹۶۷)
- مغ (۱۹۶۸)
- کفش‌های ماهیگیر (۱۹۶۸)
- توپ‌های سان سباستین (۱۹۶۸)
- راز سانتا ویتوریا (۱۹۶۹)
- پیاده‌روی در باران بهاری (۱۹۷۰)
- کینگ: مستند… از مونتگمری تا ممفیس (۱۹۷۰)
- استاد مرده (۱۹۷۳)
- قرارداد مارسی (۱۹۷۴)
- ارث (۱۹۷۶)
- بلوف (۱۹۷۶)
- رسالت در نقش حمزة بن عبدالمطلب (۱۹۷۶)
- عیسی ناصری (مجموعه تلویزیونی) (۱۹۷۷)
- فرزندان سانچز (۱۹۷۸)
- کاروان‌ها (۱۹۷۸ در ایران فیلم‌برداری شد)
- گذرگاه (۱۹۷۹)
- عمر مختار: شیر صحرا (۱۹۸۱)
- استرادیواری (۱۹۸۹)
- ارواح نمی‌توانند این کار را بکنند (۱۹۹۰)
- انتقام (۱۹۹۰)
- بزهکاران (۱۹۹۱)
- تب جنگل (۱۹۹۱)
- آخرین قهرمان اکشن (۱۹۹۳)
- کسی برای دوست داشتن (۱۹۹۴)
- راه رفتن روی ابرها (۱۹۹۵)
- گوتی (۱۹۹۶)
- شهردار (۱۹۹۷)
- انتقام آنجلو (۲۰۰۲)